# Жан-Батист Пу
Жан-Батист Пу (фр. Jean-Baptiste Poux; 26. септембар 1979) професионални је француски рагбиста, који тренутно игра за Бордо. Висок је 180 цм, тежак је 108 кг и игра на позицији стуба. Професионалну каријеру је започео у РК Нарбон 1998-2002 (11 утакмица, 5 поена), затим је играо за Тулуз 2002-2013 (256 утакмица, 15 поена). Лета 2013. потписао је за Бордо, за који је до сада одиграо 44 утакмице. Са Тулузом је освојио 3 титуле првака Европе и 3 титуле првака Француске. За репрезентацију Француске играо је 42 пута и дао је 15 поена. Са Француском је 4 пута освајао куп шест нација.